# قلب باستانی
| بررسی انتقادی  | بررسی انتقادی |
| منبع           | رتبه‌بندی      |
| -------------- | ------------- |
| آل‌میوزیک       | [ ۱ ]         |
| رابرت کریستگاو | B             |
| Smash Hits     | [ ۳ ]         |

قلب باستانی اولین آلبوم خواننده و ترانه‌سرای بریتانیایی پاپ / فولکلور، تانیتا تیکارام است که در در ۱۳ سپتامبر ۱۹۸۸ توسط گروه موسیقی وارنر منتشر شد. این آلبوم که به موفقیت جهانی چشمگیری دست یافت باعث مطرح شدن تیکارام شد. ترانه معروف انحرافی در هوشیاری من یکی از قطعات این آلبوم است.